# Soldatik
El pequeño soldado (título original en ruso: Soldatik) es una coproducción rusobielorrusa de 2019, basada en la historial real del jovencísimo soldado Serguéi Aleshkov, dirigida y escrita por Viktoria Fanasiutina, protagonizada por Andréi Andréiev como el joven soldado Serguéi Aleshkov, Viktor Dobronravov como el comandante Nikolái Sergeevich Kutzenov y Daria Ursuliak como la enfermera Katia, en los papeles principales y producida por los estudios cinematográficos Mosfilm. La película, está ambientada en la Unión Soviética, en su lucha contra Alemania durante la Segunda Guerra Mundial.

## Historia
La película está basada en la historia verídica de Serguéi Aleshkov, quien con apenas 6 años de edad participó activamente en la Segunda Guerra Mundial como «hijo» del 142.º Regimiento de Fusileros de la Guardia de la 47.ª División de Fusileros de la Guardia. En noviembre de 1942, junto con el regimiento, tomo parte en la sangrienta batalla de Stalingrado. Allí salvó al comandante del regimiento y su padre adoptivo de morir asfixiado, después de que el búnker del cuartel general del regimiento fuera alcanzado por fuego de artillería y se derrumbara sobre sus ocupantes. El pequeño Aleshkov se negó a huir del lugar con otras tropas sobrevivientes y trató de sacar a su padre de entre los escombros, pero, cuando fracasó, debido a su corta edad, corrió a buscar a unos zapadores. Mijaíl Vorobiov y otros oficiales que también estaban en el refugio se salvaron, aunque conmocionados y heridos por el bombardeo. Por esta hazaña se le otorgó la Medalla por el Servicio de Combate.
Finalmente, en 1944, el general Vasili Chuikov, comandante del 62.º Ejército, ordenó que el joven soldado fuera enviado a la Escuela Militar Suvorov en Tula.

## Argumento
Un grupo de exploradores soviéticos encuentran, vagando por el bosque solo y hambriento, al pequeño Seryozha Aleshkov, que ha perdido a todos sus familiares después de una incursión de aviones alemanes y se vio obligado a huir de los nazis después de que estos destruyeran su aldea natal.
Una vez en el ejército, se enfrenta a las duras realidades del frente. Rodeando al niño de seis años, los militares, para preservar su infancia en tan terribles condiciones, comienzan a jugar al soldado con él. Seryozha realmente quiere estar a la altura del título honorífico de defensor de la Patria, por lo tanto, a pesar de todas sus bromas infantiles, hace todo lo posible para ser valiente y osado en las situaciones más peligrosas.
A pesar de las duras experiencias que ha sufrido, el chico no pierde la fe en las personas, conservando una disposición alegre y una espontaneidad infantil. Así se convierte en el favorito de su regimiento y encuentra una nueva familia en el frente. 

## Reparto
- Andréi Andréiev como el joven soldado Serguéi Aleshkov
- Viktor Dobronravov como el comandante Nikolái Sergeevich Kutzenov
- Daria Ursuliak como la enfermera Katia
- Svetlana Kozhemyakina como la madre de Serguéi Aleshkov
- Andréi Novik como el explorador Andréi
- Yulianna Mikhnevich como la tía Anisya
- Andréi Kovalchuk como Meshchersky
- Antón Zhukov como el explorador Jo
- Anatoly Kalmykov como el sastre judío Yakov Moiseevich
- Viktor Molchan como el general Ostashev
- Zurab Miminoshvili como el ordenanza Rezo
- Olga Kolokoltseva como la enfermera Lisa
- Nikolái Kuchits como Egor Maximovich
- Alexandra Komissarova como la enfermera Rita
- Iván Shchetko como el cocinero Iván Petrovich
- Vasily Kozlov como el comisario político Odintsov

## Producción
La directora de la película Viktoria Fanasiutina descubrió la historia del niño soldado en un sitio web. Al principio no podía creer que algo así fuera cierto:

El niño ganó una medalla por su actuación en el campo de batalla, lo cual es anormal, extraño, horrible y, al mismo tiempo, una realidad nuestra. Primero pensé que la historia era una farsa, que algo así no podía suceder. Entonces empezamos a buscar más material, con la participación de la sociedad histórica militar rusa. Y resultó ser cierto: sí había un niño, digno de una medalla.

La película se filmó en escenarios naturales en Bielorrusia de donde también son la mayoría de los actores incluido el joven actor Andréi Andréiev quien interpreta al pequeño soldado. Al casting de la película acudieron niños de todo el país, alrededor de 400 niños para hacer el papel de Seriozha y finalmente se eligió a Andréiev. El muchacho sorprendió a la directora ya que no solo había memorizado las líneas de las dos escenas exigidas para realizar la prueba, sino todo el guion de más de 200 páginas. Tras la selección, hubo dos meses más de ensayos y preparativos para el rodaje.

## Estreno
El estreno de la película tuvo lugar el 22 de febrero de 2019 en la Casa Central de Directores de Fotografía de Moscú.